# 12275 Marcelgoffin
A 12275 Marcelgoffin (ideiglenes jelöléssel 1990 VS5) a Naprendszer kisbolygóövében található aszteroida. Eric Walter Elst fedezte fel.